# Kuroishi

Kuroishi (黒石市; -shi, que significa, literalmente, pedra preta) é uma cidade do Japão localizada na província de Aomori, na região de Tohoku.
Em 2003 a cidade tinha uma população estimada em 38,873 habitantes e uma densidade populacional de 179,17 h/km². Tem uma área total de 216,96 km².
Recebeu o estatuto de cidade a 1 de Julho de 1954.

## Cidades-irmãs
- Miyako, Japão (1966)
- Wenatchee, Estados Unidos (1971)
- Yeongcheon, Coreia do Sul (1984)